# رودخانه سیر
رودخانه سیر (به انگلیسی: Syre) رودخانه‌ای به‌طول ۳۰ کیلومتر است که در لوکزامبورگ جریان دارد.